# Čadovlje (Kranj, Slovenija)
Čadovlje je naselje u slovenskoj Općini Kranju. Čadovlje se nalazi u pokrajini Gorenjskoj i statističkoj regiji Gorenjskoj. 

## Stanovništvo
Prema popisu stanovništva iz 2002. godine naselje je imalo 94 stanovnika.